# Catherine Austin Fitts
Pour les articles homonymes, voir Austin et Fitts.
Catherine Austin Fitts (née le 24 décembre 1950) est une banquière d'affaires américaine et ancienne fonctionnaire. Elle a été directrice générale de Dillon, Read & Co. et, sous la Présidence de George H. W. Bush, secrétaire adjointe au Logement et au Développement urbain des États-Unis. Elle a abondamment écrit et commenté le sujet des dépenses publiques et a dénoncé plusieurs cas de fraude gouvernementale à grande échelle.

## Enfance et éducation
Catherine Austin Fitts est née à Philadelphie, en Pennsylvanie. Elle a obtenu un diplôme d'associé ès arts du Bennett College en 1970 et une licence d'histoire de l'Université de Pennsylvanie en 1974. Après avoir obtenu son diplôme, Elle a brièvement travaillé comme barmaid jusqu'à ce qu'un de ses clients, directeur des admissions à la Wharton School, l'encourage à poursuivre des études supérieures. Elle a obtenu son MBA à Wharton en 1978.

## Carrière

### Dillon, Read & Co.
Après ses études supérieures, Fitts a travaillé chez Dillon, Read & Co. En 1982, elle a organisé une vente d'obligations municipales originale pour lever plusieurs milliards de dollars afin de revitaliser le métro de New York. C'était la première fois qu'un organisme public vendait des obligations garanties par les tarifs des usagers. En 1986, Fitts est devenue la première femme promue directrice générale de Dillon, Read & Co. au cours des 156 ans d'histoire de la banque d'investissement. Durant son mandat de directrice générale, Businessweek a décrit Fitts comme la « plus grande championne de Wall Street » des obligations municipales et d'obligations de services publics.

### États-Unis Département du Logement et du Développement urbain (HUD)
Pendant l'élection présidentielle américaine de 1988, Fitts a travaillé sur la campagne de George H. W. Bush et a été nommée secrétaire adjointe au Logement et au Développement urbain pour le logement dans l'administration Bush, où elle était chargée de redorer le blason du département après la crise des caisses d'épargne,,. Parmi ses premières observations à sa prise de fonction, on peut citer le fait que le département disposait d'un budget de 300 milliards de dollars de portefeuille d'assurance hypothécaire mais n'employait qu'un seul actuaire certifié. Les réformes qu'elle a annoncées comprenaient un plan visant à vendre les maisons saisies par le gouvernement avec une remise de 50 % à des organisations à but non lucratif pour les exploiter en tant que locations. Auparavant, le gouvernement cherchait à vendre les propriétés résidentielles au prix le plus élevé possible, ce qui a entraîné une surabondance de biens immobiliers dans son portefeuille, nécessitant une gestion coûteuse, ainsi qu'une pénurie de logements sur certains marchés à forte densité.
Elle a démissionné de son poste en 1990, suite à une information selon laquelle ses relations avec le secrétaire au Logement et au Développement urbain Jack Kemp s'étaient détériorées, une information démentie par Kemp. Le départ de Fitts a suscité des critiques à l'encontre de Kemp ; elle avait été – selon Neal Peirce – « largement considérée comme la meilleure manager qu'il ait recrutée ».
Selon Fitts, un poste au Conseil des gouverneurs de la Réserve fédérale lui a été proposé après son départ du HUD, mais elle a décliné l'offre, préférant retourner dans le secteur privé.

### Hamilton Securities et Solari
Après avoir quitté le gouvernement, Fitts a fondé Hamilton Securities, une société de courtage détenue par ses employés, qu'elle a dirigée jusqu'en 1998. En 1993, Hamilton Securities a remporté un contrat avec le HUD pour gérer son portefeuille d'investissement de 500 milliards de dollars. Alors qu'il gérait le portefeuille du HUD, Fitts a conçu un logiciel de revente de créances hypothécaires basé sur la localisation qui a pu entraîner une augmentation des recettes du département de plusieurs centaines de millions de dollars,.
En 1997, le HUD a annulé le contrat Hamilton en raison d'erreurs comptables concernant le programme, selon lui ; une enquête sur Hamilton Securities a été lancée par l'inspecteur général du HUD, le FBI et la Securities and Exchange Commission,. Selon Fitts, l'enquête a été menée en guise de représailles contre elle ; Elle a affirmé que les données de Community Wizard révélaient que certains titres hypothécaires garantis par le gouvernement fédéral pourraient avoir été émis frauduleusement. Un plaignant externe, un sous-traitant du gouvernement, a accusé Hamilton Securities d'avoir obtenu son contrat avec le HUD par favoritisme. En 2002, l'enquête a été close et les enquêteurs ont déclaré n'avoir trouvé aucune preuve d'actes répréhensibles de la part de Fitts ou de Hamilton Securities,.
Fitts a été membre du groupe « Worldview » du Global Business Network de 1996 à 1997 et a siégé au conseil consultatif de l'Arlington Institute de juin 1998 à juin 2000.

### Rédaction et commentaires
Fitts a effectué des recherches et commenté les dépenses publiques. Dans une étude de 2004 publiée dans « World Affairs: The Journal of International Issues », elle prétendait avoir trouvé « des preuves qu'une très grande partie de la richesse nationale est illégalement détournée depuis plusieurs décennies vers des filières et des programmes secrets et irresponsables, aux fins non spécifiées, notamment des opérations secrètes et des subversions à l'étranger, ainsi que des activités de recherche et développement militaires clandestines aux États-Unis. Les institutions publiques ont été infiltrées et reprises par des groupes obscurs au service de puissants intérêts privés et particuliers, souvent au détriment du bien commun ».
En 2017, Fitts a co-écrit un rapport avec Mark Skidmore, économiste à l'Université d'État du Michigan, affirmant avoir découvert 21 000 milliards de dollars de « dépenses non autorisées » par le Département de la Défense des États-Unis et le Département du Logement et du Développement urbain des États-Unis sur une période de 17 ans.
Fitts a affirmé que la mission du HUD de stimuler la croissance économique est secondaire par rapport à ce qu'elle prétend être son utilisation comme mécanisme de collecte de fonds pour les agences militaires et de renseignement impliquant un système de valeurs mobilières complexe utilisant des investissements Ginnie Mae soutenus par le HUD,. Selon Fitts, le HUD paie trop cher pour réhabiliter les logements sociaux et canalise la différence dans des programmes de budget noir non vérifiés à la demande des agences de sécurité nationale,.
Pendant l'élection présidentielle américaine de 2016, Fitts a soutenu la campagne de Donald Trump. Le 8 décembre 2020, Trump a retweeté l'un des tweets de Fitts qui renvoyait vers un article de Breitbart. Elle a fait des dons aux campagnes politiques des démocrates Cynthia McKinney et Marcy Kaptur, ainsi que des républicains Rand Paul et Thomas Massie.
Selon le Washington Post, pendant la pandémie de COVID-19, Fitts a « collaboré avec le militant anti-vaccin Robert F. Kennedy Jr. » pour promouvoir des allégations infondées sur la pandémie et s'opposer aux mesures de confinement mises en place pour ralentir la propagation du virus" et a enregistré une longue interview dans le cadre du film de 2020 Planet Lockdown qui, selon le Washington Post, a repris "de fausses allégations sur la pandémie". Elle a donné des interviews dans des médias alternatifs, tels que kla.tv, alléguant une fraude dans le système bancaire central américain et le gouvernement américain (« 21 000 milliards de dollars ont été volés ») et une « fraude massive » lors des élections de 2020 et une fraude électorale lors des élections américaines pendant de nombreuses années avant 2020.